# Боровая (приток Печоры)
Боровая — река в России, протекает по Республике Коми. Устье реки находится в 534 км по левому берегу реки Печоры. Длина реки составляет 37 км. Берёт начало от слияния рек Власейю (лв) и Сбробонъю (пр).

## Данные водного реестра
По данным государственного водного реестра России относится к Двинско-Печорскому бассейновому округу, водохозяйственный участок реки — Печора от впадения реки Уса до водомерного поста Усть-Цильма, речной подбассейн реки — бассейны притоков Печоры ниже впадения Усы. Речной бассейн реки — Печора. Код водного объекта — 03050300112103000075144.